# Die Prophezeiung (Album)
Die Prophezeiung ist das dritte Studioalbum des deutschen Musikprojekts E Nomine. Es wurde am 14. April 2003 über die Labels Polydor und Maxximum Records als Standard- und Klassik-Edition veröffentlicht. Außerdem erschien es als SACD- sowie DVD-Version und am 10. November 2003 wurde eine Spezial-Edition des Albums veröffentlicht.

## Produktion
Das Album wurde von den E-Nomine-Mitgliedern Christian Weller und Fritz Graner sowie dem Lizenznehmer David Brunner produziert. Alle drei fungierten dabei auch als Ausführende Produzenten. Es wurde im Ramses Studio in Berlin und in den Bauer Studios in Ludwigsburg aufgenommen.

## Beteiligte Sprecher
Die Texte der Lieder des Albums werden von elf bekannten deutschen Synchronsprechern gesprochen. Diese sind Christian Brückner (Stimme von Robert De Niro), Jürgen Thormann (Stimme von Max von Sydow), Tobias Meister (Stimme von Brad Pitt, Kiefer Sutherland und Sean Penn), Frank Glaubrecht (Stimme von Al Pacino, Pierce Brosnan und Kevin Costner), Volker Brandt (Stimme von Michael Douglas), Thomas Danneberg (Stimme von Rutger Hauer, John Travolta und Arnold Schwarzenegger), Gerrit Schmidt-Foß (Stimme von Leonardo DiCaprio), Wolfgang Pampel (Stimme von Harrison Ford), Elmar Wepper (Stimme von Mel Gibson), Helmut Krauss (Stimme von Samuel L. Jackson) sowie Michael Chevalier (Stimme von Oliver Reed und Omar Sharif).
Auf der Klassik-Edition sind zusätzlich die Synchronsprecher Elisabeth Günther (Stimme von Liv Tyler), Joachim Tennstedt (Stimme von John Malkovich), Martin Keßler (Stimme von Nicolas Cage und Vin Diesel) sowie Detlef Bierstedt (Stimme von George Clooney) zu hören, während auf der Spezial-Edition auch noch Otto Mellies (Stimme von Christopher Lee) und der Schauspieler Ralf Moeller vertreten sind.

## Covergestaltung

Umgedrehtes Pentagramm

Das Albumcover zeigt ein umgedrehtes Pentagramm, das von einem brennenden Ring umgeben ist. Davor steht der Titel Die Prophezeiung in Rot, während sich der grau-weiße Schriftzug E Nomine im oberen Teil des Bildes befindet. Der Hintergrund ist in dunklen Farbtönen gehalten. Die Klassik-Edition ziert das gleiche Motiv. Allerdings ist der Hintergrund heller gehalten und der Titel Die Prophezeiung ist in weißen Buchstaben geschrieben sowie mit dem Zusatz Klassik Edition versehen. Das Cover der Spezial-Edition zeigt dagegen ein schwarzes geflügeltes Pferd, das durch einen orangen Lichtstrahl springt. Die Schriftzüge E Nomine in Grau-weiß und Die Prophezeiung in Rot-Orange stehen im oberen Teil des Bildes.

## Titellisten
| #  | Titel                            | Sprecher           | Länge |
| -- | -------------------------------- | ------------------ | ----- |
| 1  | Seit Anbeginn der Zeit…          | Jürgen Thormann    | 2:18  |
| 2  | Die Verheissung (Interlude)      | Jürgen Thormann    | 0:23  |
| 3  | Deine Welt                       | Christian Brückner | 3:18  |
| 4  | Schwarzer Traum (Interlude)      | Jürgen Thormann    | 0:13  |
| 5  | Mondengel                        | Tobias Meister     | 3:30  |
| 6  | Der Lockruf (Interlude)          | Jürgen Thormann    | 0:17  |
| 7  | Das Omen im Kreis des Bösen      | Christian Brückner | 3:47  |
| 8  | Lauf der Zeit (Interlude)        | Jürgen Thormann    | 0:28  |
| 9  | Das Rad des Schicksals           | Frank Glaubrecht   | 4:10  |
| 10 | Das Orakel (Interlude)           | Jürgen Thormann    | 0:26  |
| 11 | Der Blaubeermund                 | Volker Brandt      | 3:52  |
| 12 | Sternensturm (Interlude)         | Jürgen Thormann    | 0:19  |
| 13 | Im Zeichen des Zodiak            | Thomas Danneberg   | 3:15  |
| 14 | Die Brücke ins Licht (Interlude) | Jürgen Thormann    | 0:30  |
| 15 | Laetitia                         | Gerrit Schmidt-Foß | 3:35  |
| 16 | Das Rätsel (Interlude)           | Jürgen Thormann    | 0:17  |
| 17 | Der Prophet                      | Jürgen Thormann    | 3:22  |
| 18 | Land der Hoffnung (Interlude)    | Jürgen Thormann    | 0:20  |
| 19 | Anderwelt (Laterna Magica)       | Wolfgang Pampel    | 4:08  |
| 20 | In den Fängen von… (Interlude)   | Jürgen Thormann    | 0:27  |
| 21 | Mysteria                         | Christian Brückner | 3:34  |
| 22 | Friedhof der Engel (Interlude)   | Jürgen Thormann    | 0:22  |
| 23 | Die Runen von Asgard             | Elmar Wepper       | 5:51  |
| 24 | Das Erwachen (Interlude)         | Jürgen Thormann    | 0:28  |
| 25 | Schwarze Sonne                   | Helmut Krauss      | 3:56  |
| 26 | Endzeit (Interlude)              | Jürgen Thormann    | 0:21  |
| 27 | Jetzt ist es still               | Michael Chevalier  | 5:04  |

| #  | Titel                                   | Sprecher          | Länge |
| -- | --------------------------------------- | ----------------- | ----- |
| 28 | Der Weg des Schicksals… Veni Vidi Fatum | Elisabeth Günther | 1:00  |
| 29 | Morgane le Fay                          | Elisabeth Günther | 3:28  |

| #  | Titel                                | Sprecher           | Länge |
| -- | ------------------------------------ | ------------------ | ----- |
| 1  | Seit Anbeginn der Zeit…              | Otto Mellies       | 2:20  |
| 2  | Das Erwachen (Interlude)             | Jürgen Thormann    | 0:29  |
| 3  | Schwarze Sonne                       | Ralf Moeller       | 3:49  |
| 4  | Der Lockruf (Interlude)              | Jürgen Thormann    | 0:17  |
| 5  | Das Omen im Kreis des Bösen          | Christian Brückner | 3:47  |
| 6  | Die Verheissung (Interlude)          | Jürgen Thormann    | 0:23  |
| 7  | Deine Welt                           | Christian Brückner | 3:19  |
| 8  | Lauf der Zeit (Interlude)            | Jürgen Thormann    | 0:29  |
| 9  | Das Rad des Schicksals               | Frank Glaubrecht   | 4:12  |
| 10 | Spirale des Todes (Interlude)        | Jürgen Thormann    | 0:15  |
| 11 | Spiegelbilder                        | Michael Chevalier  | 4:00  |
| 12 | Das Orakel (Interlude)               | Jürgen Thormann    | 0:26  |
| 13 | Blaubeermund                         | Volker Brandt      | 3:52  |
| 14 | Sternensturm (Interlude)             | Jürgen Thormann    | 0:19  |
| 15 | Im Zeichen des Zodiak                | Thomas Danneberg   | 3:16  |
| 16 | Die Brücke ins Licht (Interlude)     | Jürgen Thormann    | 0:31  |
| 17 | Laetitia                             | Gerrit Schmidt-Foß | 3:34  |
| 18 | Das Rätsel (Interlude)               | Jürgen Thormann    | 0:15  |
| 19 | Der Prophet                          | Otto Mellies       | 3:27  |
| 20 | Land der Hoffnung (Interlude)        | Jürgen Thormann    | 0:20  |
| 21 | Anderwelt (Laterna Magica)           | Wolfgang Pampel    | 4:07  |
| 22 | Im Schlafe des Lichts (Interlude)    | Jürgen Thormann    | 0:13  |
| 23 | Carpe Noctem                         | Martin Keßler      | 3:58  |
| 24 | In den Fängen von… (Interlude)       | Jürgen Thormann    | 0:25  |
| 25 | Mysteria                             | Christian Brückner | 3:33  |
| 26 | Friedhof der Engel (Interlude)       | Jürgen Thormann    | 0:20  |
| 27 | Die Runen von Asgard                 | Elmar Wepper       | 5:51  |
| 28 | Schwarzer Traum (Interlude)          | Jürgen Thormann    | 0:14  |
| 29 | Mondengel                            | Tobias Meister     | 3:33  |
| 30 | So steht es geschrieben… (Interlude) | Jürgen Thormann    | 0:15  |
| 31 | Wer den Wind sät…                    | Otto Mellies       | 3:07  |
| 32 | Endzeit (Interlude)                  | Jürgen Thormann    | 0:21  |
| 33 | Jetzt ist es still                   | Michael Chevalier  | 5:04  |

| #  | Titel                                   | Sprecher           | Länge |
| -- | --------------------------------------- | ------------------ | ----- |
| 1  | Der Weg des Schicksals… Veni Vidi Fatum | Elisabeth Günther  | 2:35  |
| 2  | Die Verheissung (Interlude)             | Elisabeth Günther  | 0:23  |
| 3  | Deine Welt                              | Christian Brückner | 3:31  |
| 4  | Das Orakel (Interlude)                  | Elisabeth Günther  | 0:27  |
| 5  | Der Blaubeermund                        | Volker Brandt      | 3:50  |
| 6  | Der Lockruf (Interlude)                 | Elisabeth Günther  | 0:17  |
| 7  | Das Omen im Kreis des Bösen             | Christian Brückner | 3:45  |
| 8  | Schwarze Göttin (Interlude)             | Elisabeth Günther  | 0:17  |
| 9  | Morgane le Fay                          | Elisabeth Günther  | 3:18  |
| 10 | Sternensturm (Interlude)                | Elisabeth Günther  | 0:20  |
| 11 | Im Zeichen des Zodiak                   | Thomas Danneberg   | 3:19  |
| 12 | Die Brücke ins Licht (Interlude)        | Elisabeth Günther  | 0:29  |
| 13 | Laetitia                                | Gerrit Schmidt-Foß | 3:29  |
| 14 | Die Befreiten (Interlude)               | Elisabeth Günther  | 0:27  |
| 15 | Friedenshymne                           | Joachim Tennstedt  | 4:08  |
| 16 | Land der Hoffnung (Interlude)           | Elisabeth Günther  | 0:22  |
| 17 | Anderwelt (Laterna Magica)              | Wolfgang Pampel    | 4:11  |
| 18 | Der Geist der Luft (Interlude)          | Elisabeth Günther  | 0:35  |
| 19 | Espiritu del Aire                       | Martin Keßler      | 3:42  |
| 20 | Lauf der Zeit (Interlude)               | Elisabeth Günther  | 0:30  |
| 21 | Das Rad des Schicksals                  | Frank Glaubrecht   | 4:00  |
| 22 | Das Erwachen (Interlude)                | Elisabeth Günther  | 0:30  |
| 23 | Schwarze Sonne                          | Helmut Krauss      | 3:58  |
| 24 | In den Fängen von… (Interlude)          | Elisabeth Günther  | 0:25  |
| 25 | Mysteria                                | Christian Brückner | 3:46  |
| 26 | Die Rückkehr der Ewigkeit (Interlude)   | Elisabeth Günther  | 0:28  |
| 27 | Ein neuer Tag                           | Detlef Bierstedt   | 3:50  |

DVD:
| #  | Titel                            | #  | Titel                                 |
| 1  | Seit Anbeginn der Zeit…          | 21 | Mysteria                              |
| 2  | Die Verheissung (Interlude)      | 22 | Friedhof der Engel (Interlude)        |
| 3  | Deine Welt                       | 23 | Die Runen von Asgard                  |
| 4  | Schwarzer Traum (Interlude)      | 24 | Das Erwachen (Interlude)              |
| 5  | Mondengel                        | 25 | Schwarze Sonne                        |
| 6  | Der Lockruf (Interlude)          | 26 | Endzeit (Interlude)                   |
| 7  | Das Omen im Kreis des Bösen      | 27 | Jetzt ist es still                    |
| 8  | Lauf der Zeit (Interlude)        | 28 | Der Weg Des Schicksals…               |
| 9  | Das Rad des Schicksals           | 29 | Schwarze Göttin (Interlude)           |
| 10 | Das Orakel (Interlude)           | 30 | Morgane le Fay                        |
| 11 | Der Blaubeermund                 | 31 | Die Befreiten (Interlude)             |
| 12 | Sternensturm (Interlude)         | 32 | Friedenshymne                         |
| 13 | Im Zeichen des Zodiak            | 33 | Der Geist der Luft (Interlude)        |
| 14 | Die Brücke ins Licht (Interlude) | 34 | Espiritu del Aire                     |
| 15 | Laetitia                         | 35 | Die Rückkehr der Ewigkeit (Interlude) |
| 16 | Das Rätsel (Interlude)           | 36 | Ein neuer Tag                         |
| 17 | Der Prophet                      |    |                                       |
| 18 | Land der Hoffnung (Interlude)    |    |                                       |
| 19 | Anderwelt (Laterna Magica)       |    |                                       |
| 20 | In den Fängen von… (Interlude)   |    |                                       |

| #  | Titel                                        |
| -- | -------------------------------------------- |
| 1  | Vater Unser                                  |
| 2  | E Nomine (Denn sie wissen nicht was sie tun) |
| 3  | Das Tier in mir (Wolfen)                     |
| 4  | Mitternacht                                  |
| 5  | Deine Welt                                   |
| 6  | Das Omen im Kreis des Bösen                  |
| 7  | Mitternacht - live bei The Dome              |
| 8  | Das Tier in mir (Wolfen) - live bei The Dome |
| 9  | Making Of: Mitternacht                       |
| 10 | Making Of: Deine Welt                        |
| 11 | Making Of: Das Omen im Kreis des Bösen       |

## Chartplatzierungen und Singles
Die Prophezeiung stieg am 28. April 2003 auf Platz 12 in die deutschen Albumcharts ein und belegte in den folgenden Wochen die Ränge 18 und 19. Insgesamt hielt sich das Album mit einer Unterbrechung elf Wochen in den Top 100. Auch in Österreich und der Schweiz konnte sich der Tonträger in den Charts platzieren.
Als erste Single wurde bereits im Dezember 2002 das Lied Deine Welt ausgekoppelt. Es erreichte Position 24 in den deutschen Charts und konnte sich elf Wochen in den Top 100 halten. Die zweite Single folgte mit Das Omen im Kreis des Bösen Ende März 2003, die ebenfalls Platz 24 der Charts belegte und sich neun Wochen in den Top 100 hielt. Außerdem wurde im Oktober 2003 der Song Schwarze Sonne in der Version mit dem Schauspieler Ralf Moeller veröffentlicht, der nur auf der Spezial-Edition des Albums enthalten ist. Die dritte Single erreichte Rang 36 der deutschen Charts und konnte sich sechs Wochen in den Top 100 halten.

## Rezeption
| Professionelle Bewertungen | Professionelle Bewertungen |
| Kritiken                   | Kritiken                   |
| Quelle                     | Bewertung                  |
| -------------------------- | -------------------------- |
| laut.de                    | [ 11 ]                     |

- Das Online-Magazin laut.de gab dem Album drei von möglichen fünf Punkten:

„E Nomine versuchen, unter Zuhilfenahme der für sie üblichen Elemente, die da wären die gigantischen Choräle, die deutschen Synchronisatorenstimmen berühmter Schauspieler, die teilweise alles überschallenden Beats, den Zuhörer in ihre dunkle Welt zu ziehen. Das gelingt ihnen jedoch nur teilweise. Zu viele Tracks bestehen einfach aus dem selben Muster. […] Setzten E Nomine dieses Schema einmal nicht um, bekommt man wirklich schöne Lieder zu hören. Lichtblicke sind Songs wie das etwas ruhigere "Laetitia", das nicht unter absurd wirkenden Tempowechseln leidet.“